# Игре речима
Игре речима или језичке игре су игре у којима се играчи такмиче у формирању, размишљању или погађању речи у складу са сетом правила. То може бити било која игра која укључује формирање, откривање или измену једне или више речи.
Игре речима могу бити: говорне, односно вербалне, игре са папиром и оловком или игре на табли. Већина стручњака слаже да се јављају у само неколико форми, које су ограничене на распоред слова, замену слова или попуњавање празнина. Овакве игре су често дизајниране да тестирају језичке способности играча или да истраже својства језика. Обично се упражњавају као вид забаве, али се користе и у педагошке сврхе. Неке од ових игара укључују елементе шансе или „среће” (какав је, на пример, Скрабл), док друге захтевају одређено знање или вештину (укрштене речи су један такав пример).

## Историја
Игра је одувек била једна од омиљених активности човека. Вероватно су први људи који су развили говор такође били први који су измислили игре са тим говором. Игре речи вероватно, у неком облику, постоје откад и језик, обзиром да су условљене једино способношћу човека да говори, чита и пише.
Сама реч „игра” се, на пример, у старом енглеском језику појављује око 1200. године п.н.е. До средине 16. века чини се да су људи појам „игра” већ користили да опишу неку врсту забаве или спорта. Касније су настале коцкарске игре, а убрзо и концепт игара о каквом се данас. Кад се помисли на игре речима, вероватно су прва асоцијација укрштене речи, што је можда и једна од најранијих игара речма у смислу у ком их данас познајемо.
Први облици укрштених речи појавили су се још крајем 16. века, али су у данас препознатљивом облику настале око 1913. године у Сједињеним Америчким Државама. Даљи развој игара речима креће се у разним правцима, али се већина стручњака слаже да се јављају у само неколико форми, које су ограничене на распоред слова, замену слова или попуњавање празнина.

## У савременом друштву
У савременом друштву игре речима се даље развијају, постајући изазов који тестира нечије језичке вештине или знање. Као такве, обзиром да су веома забавне, убрзо су постале такмичарске, али су ушле и у педагошку праксу. Данас постоје невероватне могућности за уживање у играма речима, почевши од вербалних игара оловком на папиру, друштвених игара на табли, па све до и великог броја различитих апликација креираних за рачунаре и „паметне” телефоне. Постоје и популарни ТВ квизови који укључују игре речима, а у којима победници могу освојити вредне новчане награде. Многе игре речима уживају међународну популарност и могу се играти на многим језицима, док су неке јединствене само за одређени језик.

## Користи
Иако се о речима најчешће размишља као о средству комуникације, постоји велики број разноврсних и занимљивих игара са речима. Оне не захтевају ни новац, ни посебно издвојено време, ни ваше учешће у неким физичким активностима. Речи су увек доступне, а правила лако променљива, што посебно одговара млађој деци.
Игре речима нису ограничене старосном доби. Њих могу играти, зависно од комплексности, све генерације. На пример, мала деца могу уживати у игрању једноставних игара као што су Вешала, при чему развијају важне вештине попут читања, писања и правописа. С друге стране, решавање укрштених речи је игра за коју је потребно имати богатији вокабулар. Ова активност је одавно позната као добар начин за одржавање оштрине ума код старијих људи.
Неке од користи игара речима су следеће:
- проширење речника, односно вокабулара,
- развој способности мишљења и логичког закључивања,[6]
- одржавање менталне активности,[3]
- помоћ у учењу страних језика,
- инвентивност и развој личности и многе друге.[7]

## У педагогија
У функцији учења помоћу игре могу се користити разне врсте игара речима. То могу бити: игре словима и речима, језичко-литерарне игре, ребуси, испуњалке и укрштене речи. Сви ови и други облици имају подстицајну улогу и појачавају степен занимљивости, доприносе пријатној и опуштеној радној атмосфери. Учење кроз игру појачава код ученика самосталност, радозналост духа, развија способности мишљења, уочавања, логичког закључивања низ других менталних операција. Током овог процеса ученик није пасиван прималац информација, већ је врло активан учесник. Нека истраживања развоја говора и мишљења деце из социо-културно ускраћених средина показују да је код њих недостајало истраживање језика и изостајала уобичајена игра речима, која олакшава повећавање комуникативних вештина и служи да прошири знање.

### Користи игара речима за развој детета
Ове игре су одличан начин да се поведе разговор о некој, за дете важној теми. На овај начин та тема не само да се успешно приближава детету, већ му дајете „оружје” да и само, кроз игру, на другачији начин почне да посматра оно што му тренутно представља проблем. Истовремено, кроз разноврсне игаре речима, проширује се фонд речи које дете користи, утичете се на бољу дикцију, меморију и тд. Такође, код стидљивог, или детета које има различите страхове и трему, управо игре речима могу на најбезболнији и најбољи начин помоћи да се ове тешкоће превазиђу.

## Врсте
Концепт и сложеност зависи сваке поједине игре. Неке, попут укрштених речи, захтевају добро опште знање и богат вокабулар, а нимало не зависе од случајности. С друге стране, Скрабл је игра која захтева богат вокабулар, али зависи и од случајности, односно „среће”, обзиром да је избор слова насумичан.

### Усмене игре
- каладонт,
- настави причу,
- игра асоцијација,
- на слово, на слово,
- занимљива географија,[5]
- брзалице,[6]
- Разбрајалице...[9]
- Загонетке

### Писане игре (оловком на папиру)
- укрштене речи,
- вешала,
- преметаљке,
- ребуси,
- испуњаљке,[6]
- осмосмерке,[7]
- анаграми,
- липограми,
- палиндроми,
- панграми

### Игре на табли
- скрабл,
- богл,
- Apples to Apples,
- дабл,
- тапл и многе друге[7]

## Игре речима и савремене технологије
Игре речима савршено се уклапају у природу компјутерских и онлајн игара. Лако су доступне и неретко бесплатне, а могу се играти како на рачунарима, тако и на „паметним” телефонима. Засноване су углавном на писаним играма и играма на табли, а многи сајтови нуде обиље оваквих апликација.